# 디버먼트

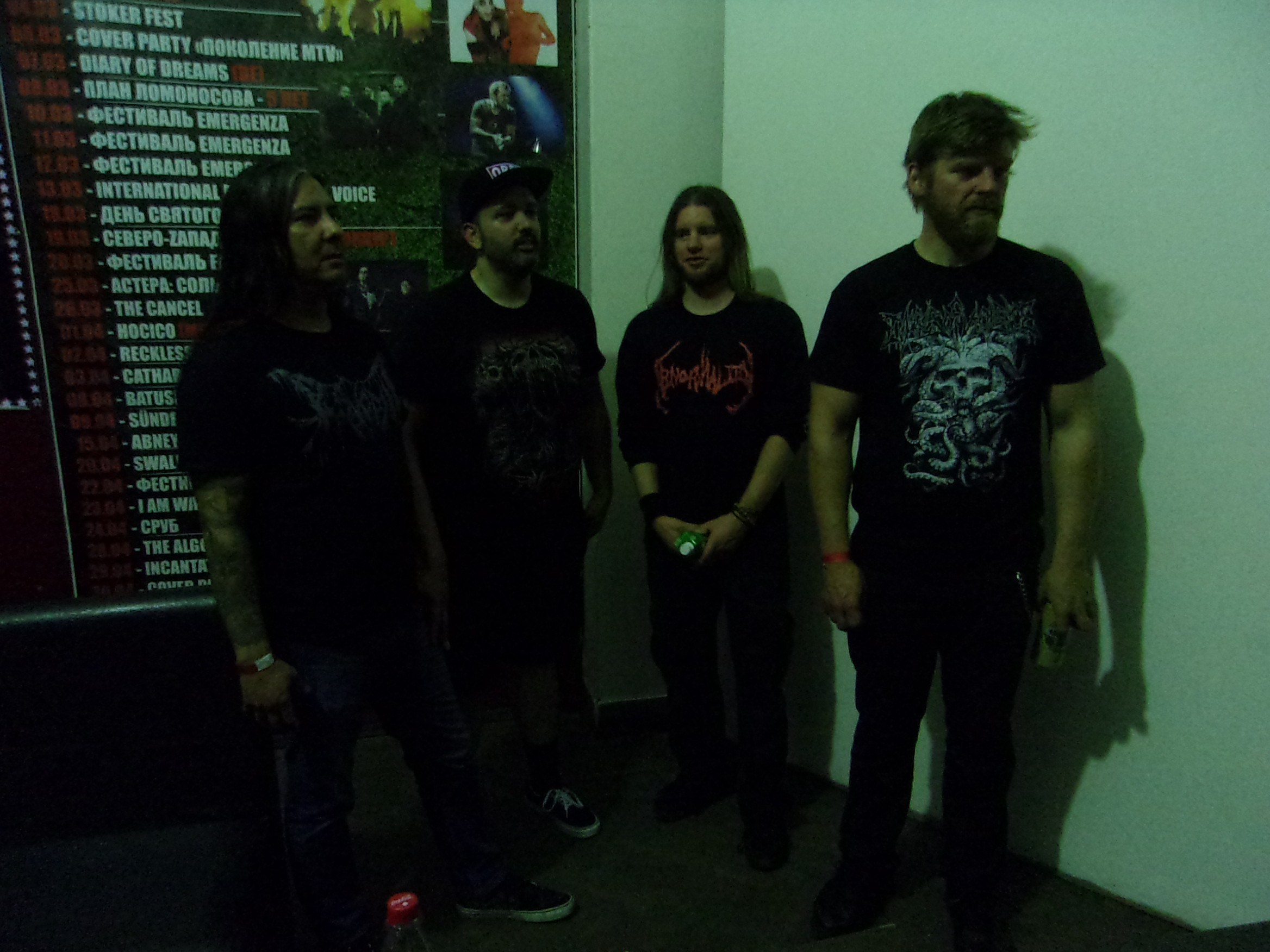

디버먼트(Devourment)는 1995년 텍사스주 댈러스에서 결성된 브루탈 데스 메탈 밴드이다. 현재 밴드는 세번이나 갈라지고 재결성 되기를 반복하여, 오리지널 멤버가 전혀 남아있지 않다. 밴드가 결성된 후 밴드는 데모를 발표했으며 1999년 "Molesting The Decapitated"를 발표하며 데뷔했다.

## 디스코그래피
- Molesting the Decapitated
- Butcher the Weak
- Unleash the Carnivore
- Conceived in Sewage
- Obscene Majesty

## 멤버
- 마이크 매저스키 (Mike Majewski),(보컬)
- 루벤 로자스(Ruben Rosas),(기타)
- 크리스 앤드류(Chris "Captain Piss" Andrews),(베이스)
- 에릭 파크 (Eric Park),(드럼)

타임라인